# Piracicaba
Piracicaba és un municipi brasiler de l'Estat de São Paulo. Es localitza a 22° 43′ 31″ de latitud Sud i la 47° 38′ 57″ de longitud Oest, havent-hi una altitud de 547 metres. El 2022 tenia 423.323 habitants. Té una àrea de 1.378,07 km².

## Origen
El nom de la ciutat ve d'un dialecte tupí-guaraní, "lloc significat on el peix pareixi". És una referència a les grandioses caigudes de Riu Piracicaba que bloquegen la piracema dels peixos.

## Indústria
La ciutat és un important pol regional de desenvolupament industrial i agrícola, estant situada en una de les regions més industrialitzades i productives de tot l'Estat de São Paulo. La regió concentra una població aproximada d'1,2 milió d'habitants.
El complex industrial de la regió de Piracicaba és format per més de cinc mil indústries, destacant-se les activitats dels sectors metal·lúrgic mecànic, tèxtil, alimentari i combustibles (producció de petroquímics i d'alcohol).

## Ciutats agermanes
- Santa Ana, El Salvador